# حسين الظواهري
حسين محمد ربيع الظواهري كان واحدا من 14 شخصا تعرضوا لعودة استثنائية إلى الوطن من قبل وكالة المخابرات المركزية قبل إعلان الحرب على الإرهاب عام 2001.
تم القبض عليه في ماليزيا، وتم تسليمه إلى مصر.
لم تكن له علاقة معروفة بالإرهاب، بخلاف أنه كان الشقيق الصغير لزعيم تنظيم القاعدة السابق أيمن الظواهري. أطلق سراحه في عام 2000.[بحاجة لمصدر]